# Wit-Russische hockeyploeg (mannen)
De Wit-Russische hockeyploeg voor mannen is de nationale ploeg die Wit-Rusland sinds de onafhankelijkheid in 1991 vertegenwoordigt tijdens interlands in het hockey.
Het team plaatste zich voor het allereerste WK dat na de onafhankelijkheid werd gehouden. Met zes nederlagen eindigde het op de twaalfde en laatste plaats. In 1995 kwam het nog uit op het Europees kampioenschap, maar sindsdien plaatste het zich niet meer voor een groot internationaal toernooi.

## Erelijst Wit-Russische hockeyploeg
| Jaar | Champions Trophy | Europees kampioenschap | Olympische Spelen | Wereldkampioenschap | Hockey World League Hockey Pro League |
| ---- | ---------------- | ---------------------- | ----------------- | ------------------- | ------------------------------------- |
| 1991 | geen deelname    | geen deelname          |                   |                     |                                       |
| 1992 | geen deelname    |                        | geen deelname     |                     |                                       |
| 1993 | geen deelname    |                        |                   |                     |                                       |
| 1994 | geen deelname    |                        |                   | 12e WK 1994 Sydney  |                                       |
| 1995 | geen deelname    | 9e EK 1995 Dublin      |                   |                     |                                       |
| 1996 | geen deelname    |                        | geen deelname     |                     |                                       |
| 1997 | geen deelname    |                        |                   |                     |                                       |
| 1998 | geen deelname    |                        |                   | geen deelname       |                                       |
| 1999 | geen deelname    | geen deelname          |                   |                     |                                       |
| 2000 | geen deelname    |                        | geen deelname     |                     |                                       |
| 2001 | geen deelname    |                        |                   |                     |                                       |
| 2002 | geen deelname    |                        |                   | geen deelname       |                                       |
| 2003 | geen deelname    | geen deelname          |                   |                     |                                       |
| 2004 | geen deelname    |                        | geen deelname     |                     |                                       |
| 2005 | geen deelname    | geen deelname          |                   |                     |                                       |
| 2006 | geen deelname    |                        |                   | geen deelname       |                                       |
| 2007 | geen deelname    | geen deelname          |                   |                     |                                       |
| 2008 | geen deelname    |                        | geen deelname     |                     |                                       |
| 2009 | geen deelname    | geen deelname          |                   |                     |                                       |
| 2010 | geen deelname    |                        |                   | geen deelname       |                                       |
| 2011 | geen deelname    | geen deelname          |                   |                     |                                       |
| 2012 | geen deelname    |                        | geen deelname     |                     |                                       |
| 2013 |                  | geen deelname          |                   |                     | eerste ronde HWL 2012-13              |
| 2014 | geen deelname    |                        |                   | geen deelname       |                                       |
| 2015 |                  | geen deelname          |                   |                     | 33e HWL 2014-15                       |
| 2016 | geen deelname    |                        | geen deelname     |                     |                                       |
| 2017 |                  | geen deelname          |                   |                     | eerste ronde HWL 2016-17              |
| 2018 | geen deelname    |                        |                   | geen deelname       |                                       |
| 2019 |                  | geen deelname          |                   |                     | geen deelname                         |
| 2021 |                  | geen deelname          | geen deelname     |                     | geen deelname                         |
| 2022 |                  |                        |                   |                     | geen deelname                         |
| 2023 |                  | geen deelname          |                   | geen deelname       | geen deelname                         |
| 2024 |                  |                        | geen deelname     |                     | geen deelname                         |